# E-MA

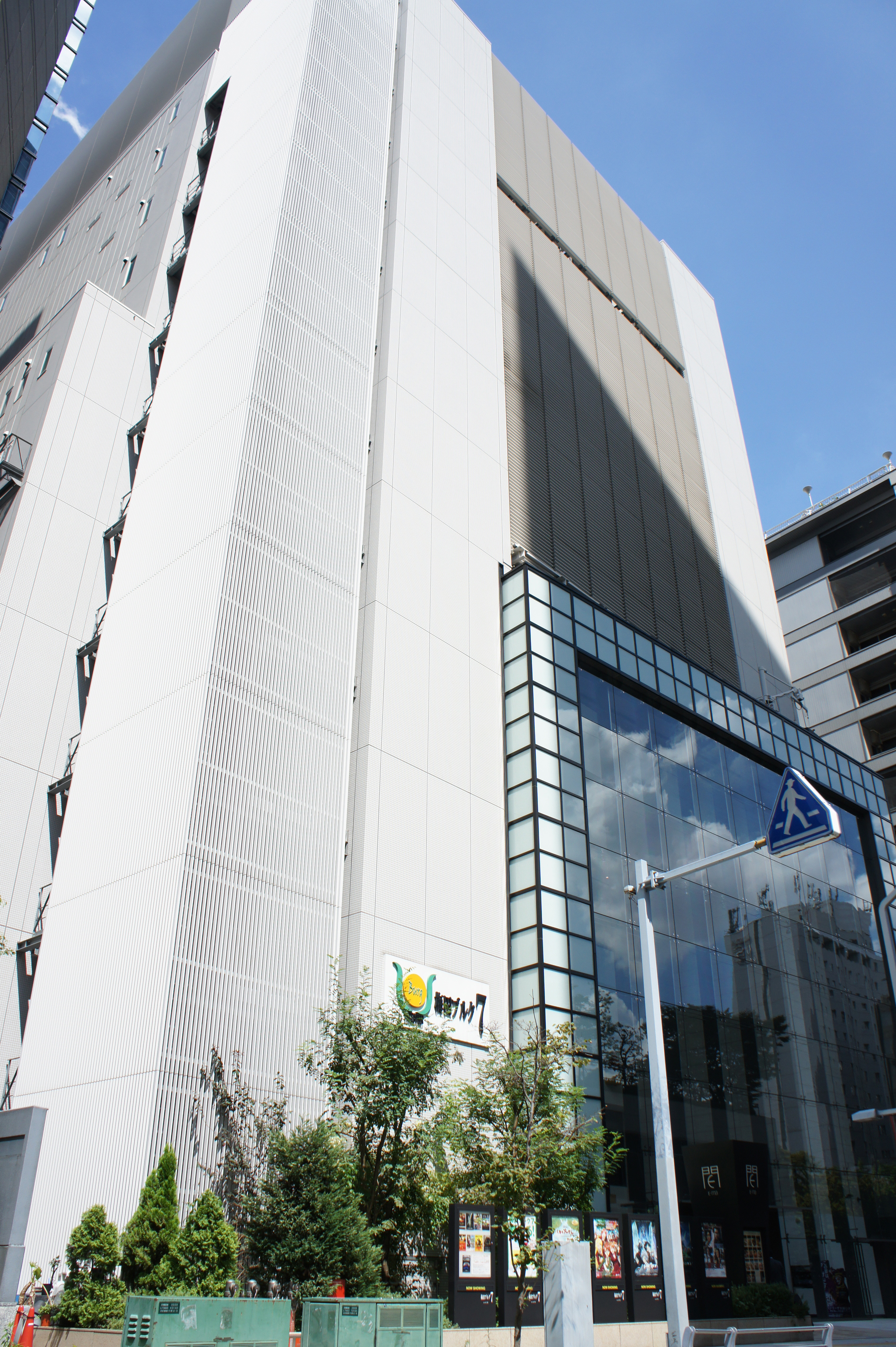
E-MA

E-MA는 일본 오사카부 오사카시 기타구 우메다 다이아몬드 지구에 소재하는 패션 빌딩이다.

## 개요
지하 2층부터 지상 4층까지 패션 층, 5층부터 6층은 식당가, 7층부터 13층은 영화관 우메다 부루쿠 7(일본어: 梅田ブルク7)로 이루어져 있다. 자이먹스 그룹이 지하 2층에서 6층까지 소유하고 있으며, 7층부터 14층까지는 도에이가 소유하여 각각을 관리 · 운영하는 형태로 개업하였다. 2008년에 자이먹스 그룹 보유분이었던 지하 2층부터 지상 6층까지 미쓰바시 상사에 매각되었다.